# Перкунас
Перкýнас (Пяркунаса, Перкун, лит. Perkūnas) — балтійський бог-громовержець, володар повітря, захисник справедливості. Один із головних богів литовського і, ширше — балтійського пантеону. В останні язичницькі сторіччя Перкунас став найвідомішим литовським богом. У латишів відомий під ім'ям Перконс (латис. Pērkons), У стародавніх прусів — як Перкунс (Percuns). Згідно з міфологічними відомостями, Пяркунас виступав також як бог грози, дощу, гір (і взагалі будь-яких височин), дубів і неба.
У сучасних балтійських мовах збереглися споріднені слова, пов'язані з Пяркунасом: в литовській — perkūnas (грім), perkūnija (блискавка), в латиською — pērkons (грім).

## Етимологія
Припускають, що слово Пяркунаса походить від праіндоєвропейського слова *Perkʷunos, співзвучного *perkwus  — слову, що означає «дуб», «ялина» (аналог perk-us, порівнянне з латинським quercus — «дуб»).
У рамках даної версії ім'я Пяркунаса зіставляють із германською богинею Фьйоргюн (Fjörgyn) — матір'ю Тора, що побічно вказує на його приналежність до індоєвропейської групи «богів-громовержців».
Ще один варіант пов'язаний із вказівкою на височину/гору/небо (аналог готського fairguni — «гора», хетською peruna — «скеля», староіндійським  parvata — «гора»).
Громовержець «генетично» пов'язаний з іншими індоєвропейськими громовержцями — слов'янським Перуном, хетським Перуном, давньоіндійським Парджаньєю, кельтським Hercynia, а також скандинавським Тором, німецьким Доннаром (від нього йде назва «четверга» — Donnerstag) і римським Юпітером. Також Перкунас відомий під ім'ям Йоре — молодого бога весни і родючості, що нагадує слов'янського Ярилу.

## Зовнішність
Перкунас постає як озброєний сокирою рішучий чоловік із каштановою або рудою бородою. Він із гуркотом перетинає небо на двоколісному возі, запряженому одним або двома козлами (цапами). Перкунас багато в чому нагадує Тора або Індру. Існує думка, що на ранніх зображеннях Перкунас представлений як рогатий чоловік або людина з рогатим шоломом, що є атрибутом влади.

## Святилища
На всій території Литви було безліч alkos (від слова alka — жертва), де горів незгасимий вогонь. Пагорби і гаї, яких Пяркунаса торкнувся блискавкою, вважалися священними. Їх оточували огорожею і ровом. Найголовніше святилище громовержця — Romove (Ромове, храм або спочинок) — розташовувалося у Вільнюсі, в долині Швянтарагіса.

## Функції
Хоча пізніше Пяркунаса став богом війни, для хліборобів він спочатку був богом природи, відповідав за блискавки і погоду в цілому. Люди вірили, що громовержець посилав дощ і тим відроджував родючість землі (Жеміни) і запліднював її. Перший грім під час свята Йоре стрясав землю, благословляючи її, а також камені і воду.
Також Пяркунаса виступає в ролі охоронця порядку у світі. Він переслідує злі сили і породження хаосу — тих, хто порушує гармонію. Одним з імен Пярунаса, припускається, було Діверікз (Дівірікс), тобто «бич бога». У фольклорі існує безліч згадувань про те, як Перкунас переслідує бога мертвих і підземного світу Вяльнаса (лит. Velnias).

## Символіка
- Двобічна сокира символізує творчі і руйнівні сили Пяркунаса.
- Косий хрест, «х», також званий язичницьким, або кельтським хрестом[джерело?], використовувався для захисту та в ряді ритуалів (його зображували, коли укладали договір або пили ритуальний напій).
- Дерева: дуб, ясен.
- Тварини: бик, козел.
- Птахи: голуб, зозуля.
- Місця: будь-які височини, діброви.

## Дати
Четвер вважається днем Пяркунаса. у цей день було прийнято запалювати на честь громовержця вогонь. Традиція збереглася й досі: по четвергах запалюють особливу свічку граудуліне (grauduline). Святкування на честь Пяркунаса відбуваються в такі дні: 2 лютого, на другий день Великодня, 24 квітня, 24-29 червня, 1 жовтня.

## Споріднені божества
Пяркунаса можна зіставити зі слов'янським Перуном, фінським Перкеле — одним з імен бога Укко, можливо, запозичене у балтів фінськими племенами.
Функціонально Пяркунаса відповідає німецькому Доннару (від нього йде назва «четверга» — Donnerstag), Тору, індійському Індрі, Парджанья Ригведи, римському Юпітеру, хетському Пірве.